# Студио 6
Студио 6 је серијал директних радијских и телевизијских преноса концерата који се одржавају у Студију 6 Радио Београда. Преносе истовремено емитују Трећи програм Радио Београда и ТВ канал РТС 3.

## О емисији
Емисију Студио 6 покренуо је Трећи програм Радио Београда 2012. године. Већ наредне године у реализацију емисије укључио се и ТВ канал РТС 3 (тадашњи РТС Дигитал). Ауторско-уреднички тим Студија 6 чине Невена Поповић, Ксенија Стевановић и Ивана Неимаревић. Режију потписује Иван Милановић.
Уобичајено је да се концерти организују једном месечно и то најчешће средом. Међутим, по потреби се заказују и чешће, у ванредним терминима. На наступима је могуће и присуство публике.

## Досадашња издања емисије

### Сезона 2012/13.
НАПОМЕНА: Подаци за сезону 2012/13. нису потпуни.
- 26. децембар 2012 — Ансамбл Студио 6 [3]
- 26. фебруар 2013 — Кеко Форнарели трио [4]
- 27. март 2013 — Пјевачка дружина Светлане Спајић [5]
- 22. мај 2013 — Heliocentric Counterblast [6]
- 25. јун 2013 — Шира утфила [7]

### Сезона 2013/14.
- 25. септембар 2013 — Септет Силарда Мезеија [8]
- 16. октобар 2013 — Вера Капелер [9]
- 27. новембар 2013 — Ансамбл Градилиште [10]
- 25. децембар 2013 — Ања Ђорђевић: Шлагери са шлагом [11]
- 22. јануар 2014 —  [12]
- 19. фебруар 2014 —  [13]
- 26. март 2013 — Београдски барок [14]
- 23. април 2014 — Велвети и пријатељи [15]
- 19. мај 2014 — Лоренс Инглиш [16]
- 28. мај 2014 —  [17]
- 25. јун 2014 —  [18]

### Сезона 2014/15.
- 30. септембар 2014 — Хокетус [19]
- 7. октобар 2014 — Концертна хармоника [20]
- 19. новембар 2014 — Диванхана [21]
- 3. децембар 2014 —  [22]
- 21. јануар 2015 — Ана Ћурчин [23]
- 24. фебруар 2015 — Певање извика [24]
- 18. март 2015 — Квартет Београдске филхармоније [25]
- 21. април 2015 —  [26]
- 21. мај 2015 — Чарлс Гејл трио [27]
- 17. јун 2015 — Ансамбл Метаморфозис [28]

### Сезона 2015/16.
- 28. септембар 2015 — Трио Покрет [29]
- 19. октобар 2015 — Дамир Имамовић и ансамбл Севдах Такхт [30]
- 28. октобар 2015 — Игор Гостушки и Бака театар [31]
- 8. децембар 2015 —  [32]
- 19. јануар 2016 — Ти [33]
- 17. фебруар 2016 — Уме ли контрабас да пева? [34]
- 17. март 2016 — ЛП дуо [35]
- 23. март 2016 — Хашима [36]
- 19. април 2016 — Сержио Годињо [37]
- 18. мај 2016 — Отомо Јошихиде и Пал Нилсен-Лов [38]
- 15. јун 2016 — Нежни Далибор [39]

### Сезона 2016/17.
- 27. септембар 2016 — Владимир Пејковић: Позоришни вртлог [40]
- 14. октобар 2016 — Каја Дрекслер и Сузана Сантос Силва [41]
- 23. новембар 2016 —  [42]
- 6. децембар 2016 — Тристан Хонсингер и Јоел Грип [43]
- 16. децембар 2016 —  [44]
- 21. децембар 2016 — Биг Бенд РТС: Атлантис [45]
- 19. јануар 2017 — Катарина Јовановић и Дејан Синадиновић [46]
- 20. јануар 2017 — Трио Зијада Раџаба [47]
- 20. јануар 2017 — Певачка група Драгане Томић и Хејден Чизом: Српска песма и више од ње [48]
- 20. фебруар 2017 —  [49]
- 15. март 2017 —  [50]
- 12. април 2017 — Чека и Марио Лажиња [51]
- 13. април 2017 — Андреа Белфи [52]
- 25. мај 2017 — Краљ Чачка [53]
- 16. јун 2017 — Дол [54]

### Сезона 2017/18.
- 29. септембар 2017 — Bachcord: Саша Мирковић [55]
- 10. новембар 2017 — Валерио Триколи [56]
- 24. јануар 2018 — Schime Trio + 2 [57]
- 21. фебруар 2018 — Тапан [58]
- 2. март 2018 — Електронски студио [59]
- 16. април 2018 — Небоград: Нови композитори и нова лирика [60]
- 16. мај 2018 —  [61]
- 29. мај 2018 — Нова српска музика за виолончело [62]
- 20. јун 2018 — Oркестар Музикон [63]

### Сезона 2018/19.
- 26. септембар 2018 — Наташa Пенезић [64]
- 9. октобар 2018 —  [65]
- 13. новембар 2018 — Позоришна музика Исидоре Жебељан [66]
- 22. новембар 2018 — Мохамед Реза Мортазави [67]
- 7. децембар 2018 — Опус Нео [68]
- 23. јануар 2019 —  [69]
- 18. фебруар 2019 — Позоришна музика Ирене Поповић [70]
- 20. март 2019 — Женска певачка група Моба [71]
- 23. април 2019 — Народне песме војвођанских Мађара [72]
- 20. мај 2019 — Дуо Ахим Кауфман и Кристијан Лилингер [73]
- 26. јун 2019 — Ржевски свира Ржевског [74]

### Сезона 2019/20.
- 24. септембар 2019 —  [75]
- 1. октобар 2019 —  [76]
- 21. новембар 2019 — Ансамбл за другу нову музику [77]
- 31. децембар 2019 — Оперски соаре [78]
- 22. јануар 2020 — Квинтет Угљеше Новаковића [79]
- 26. фебруар 2020 — Трио Аратос [80]
- 9. март 2020 — Мандала [81]